# Carémère
Le carémère est un instrument de musique apparenté à une clarinette primitive des Landes de Gascogne en France.
Il s'agit d'un instrument à anche simple, au son doux. On l'appelle également parfois cornemuse à bouche. Il est constitué d'une anche, d'un tuyau et d'une corne.